# Darko Tofiloski
Darko Tofiloski (Prilep, Macedonia del Norte, 13 de enero de 1986) es un futbolista macedonio. Juega de portero y su actual equipo es el Alashkert FC de la Liga Premier de Armenia.

## Selección nacional
Ha sido internacional con la selección de fútbol de Macedonia del Norte sub-21.

## Clubes
| Club            | País                | Año           |
| --------------- | ------------------- | ------------- |
| FK Pobeda       | Macedonia del Norte | 2005-2008     |
| FC Schaffhausen | Suiza               | 2008-2010     |
| MFK Kosice      | Eslovaquia          | 2010- 2015    |
| MFK Ružomberok  | Eslovaquia          | 2015-2016     |
| Dunajská Streda | Eslovaquia          | 2016-2017     |
| Alashkert FC    | Armenia             | 2017-presente |